# 恒春杨梅
恒春杨梅（学名：Myrica adenophora var. kusanoi）为杨梅科杨梅属下的一个变种。

## 扩展阅读
- 維基物種上的相關：恒春杨梅